# Kavkasioni Arena
La Kavkasioni Arena (en géorgien : კავკასიონი არენა, soit en français : Arena du Caucase), aussi appelée stade de rugby de Telavi (en géorgien : თელავი სარაგბო სტადიონი), est un stade de rugby à XV de 2 000 places situé à Telavi, en Géorgie.

## Histoire
Le stade est inauguré en 2018. Il a coûté de 6 millions de GEL, financé par le soutien de la fondation Cartu. Il comprend deux terrains destinés au rugby, dont le principal, en gazon naturel, a une capacité de 2 000 places. Le second stade est quant à lui en gazon synthétique. 
En juin 2021, l'équipe de Géorgie accueille la sélection néerlandaise.

## Matchs internationaux
| REIC 2021 | Géorgie | 48 - 15 | Pays-Bas |